# România la Jocurile Olimpice de iarnă din 1988
România a participat la Jocurile Olimpice de iarnă din 1988 cu 11 sportivi care au concurat la 4 sporturi (bob, sanie, schi alpin și schi fond).

## Participarea românească
Din cauza lipsei fondurilor și a condițiilor modeste de pregătire (ceea ce a creat implicit șanse slabe la clasări pe locuri superioare), România a trimis la Calgary o delegație formată din numai 11 sportivi (5 bărbați și 6 femei), care au concurat la 4 sporturi cu 12 probe (2 masculine și 10 feminine). 
Rezultatele obținute de delegația României au fost modeste. Locul cel mai bun obținut a fost locul 12 la ștafeta feminină de schi fond 4x5 km. Cele trei echipe de bob au ocupat locurile 20, 24 sau 27. Schioarea Mihaela Fera a fost înscrisă la 5 probe de schi alpin, dar a reușit să termine doar două probe (slalom super-uriaș și combinata alpină), ea abandonând la celalalte trei probe (coborâre, slalom uriaș și slalom special) .
La această ediție a Jocurilor Olimpice, România nu a obținut niciun punct în clasamentul pe națiuni.

## Bob
| Sportiv                                                           | Probă                | Rezultat | Rezultat | Rezultat | Rezultat | Rezultat        | Rezultat |
| Sportiv                                                           | Probă                | Manșa 1  | Manșa 2  | Manșa 3  | Manșa 4  | Total           | Loc      |
| ----------------------------------------------------------------- | -------------------- | -------- | -------- | -------- | -------- | --------------- | -------- |
| Csaba Nagy Lakatos Costel Petrariu                                | România I (Bob-2 m)  | 58,83    | 1.00,82  | 1.01,75  | 1.00,62  | 4.02,02 (+8,54) | 24       |
| Dorin Degan Grigore Anghel                                        | România II (Bob-2 m) | 58,85    | 1.01,00  | 1.01,81  | 1.01,14  | 4.02,80 (+9,32) | 27       |
| Csaba Nagy Lakatos Grigore Anghel Florian Olteanu Costel Petrariu | România I (Bob-4 m)  | 57,41    | 58,49    | 57,64    | 58,35    | 3.51,89 (+4,38) | 20       |

## Sanie
| Sportiv     | Probă      | Rezultat | Rezultat | Rezultat | Rezultat | Rezultat          | Rezultat |
| Sportiv     | Probă      | Manșa 1  | Manșa 2  | Manșa 3  | Manșa 4  | Timp              | Loc      |
| ----------- | ---------- | -------- | -------- | -------- | -------- | ----------------- | -------- |
| Livia Pelin | Simplu (f) | 47,204   | 47,541   | 47,601   | 47,305   | 3.09,651 (+5,678) | 17       |

## Schi alpin
| Sportiv      | Probă                  | Manșa 1                      | Manșa 2                                | Total           | Loc           |
| ------------ | ---------------------- | ---------------------------- | -------------------------------------- | --------------- | ------------- |
| Mihaela Fera | Coborâre (f)           | abandon                      | abandon                                | nu a terminat   | nu a terminat |
| Mihaela Fera | Slalom super-uriaș (f) |                              |                                        | 1.25,55 (+6,52) | 34            |
| Mihaela Fera | Slalom uriaș (f)       | abandon în manșa 1           | abandon în manșa 1                     | nu a terminat   | nu a terminat |
| Mihaela Fera | Slalom special (f)     | 58,35                        | abandon                                | 58,35+abandon   | nu a terminat |
| Mihaela Fera | Combinata alpină (f)   | coborâre: 51,85 p. (1.19,82) | slalom: 89,9 p. (1.31,54: 45,17+46,37) | 141,75 (+112,5) | 21            |

## Schi fond
Distanță
| Sportiv                                                          | Probă              | Rezultat                                             | Rezultat      |
| Sportiv                                                          | Probă              | Timp                                                 | Loc           |
| ---------------------------------------------------------------- | ------------------ | ---------------------------------------------------- | ------------- |
| Mihaela Cârstoi                                                  | 5 km clasic (f)    | 18.21,6 (+3.17,6)                                    | 51            |
| Mihaela Cârstoi                                                  | 20 km liber (f)    | 1:06.59,5 (+11.05,9)                                 | 48            |
| Rodica Drăguș                                                    | 10 km clasic (f)   | 33.51,4 (+3.43,1)                                    | 39            |
| Rodica Drăguș                                                    | 20 km liber (f)    | 1:03.06,0 (+7.12,4)                                  | 39            |
| Ileana Hangan                                                    | 5 km clasic (f)    | abandon                                              | nu a terminat |
| Adina Țuțulan                                                    | 10 km clasic (f)   | 35.31,1 (+5.22,8)                                    | 47            |
| Adina Țuțulan                                                    | 20 km liber (f)    | 1:05.48,6 (+9.55,0)                                  | 46            |
| Echipa Ileana Hangan Mihaela Cârstoi Adina Țuțulan Rodica Drăguș | ștafetă 4x5 km (f) | 1:10.59,9 (+11.08,8) 18.58,9 17.38,5 17.44,8 16.37,7 | 12            |